# Strukturalistisk marxism
Strukturalistisk marxism är en blandning av strukturalism och marxism, först utformad av den franske filosofen Louis Althusser. Althusser betraktade inte strukturalistisk marxism som en ny form av marxism; istället menade han att hans marxism "förtydligar" de "sanningar" som finns i Marx verk.
Althusser menar att jaget och det mänskliga subjektet inte etablerar utan är etablerat av de strukturella relationer som människan befinner sig inom. Exempel på strukturer Althusser talar om är ekonomiska, politiska och ideologiska. Det finns i Althussers världsbild ingen fri handling av medvetna subjekt/individer, utan människor och deras handlingar är endast mekaniska följder av produktionsrelationer. Dessa produktionsrelationer är förutbestämda och saknar medveten/fri mänsklig påverkan enligt Althusser. Steven B. Smith skriver: "Althusser säger att scenen redan är konstruerad, och skådespelarna spelar enligt det manus som skrivits för dem i förväg". Smith menar att detta resulterar i vad han kallar "det överdeterminerade jaget": "ett substanslöst subjekt" som mekaniskt formats in i minsta detalj av de ekonomiska omständigheter som "jaget" befinner sig i. Smith menar att Althussers inspiration framförallt är Nietzsche, men att det även finns likheter med Foucault.

## Överdetermination
Althussers teori om "överdetermination" har enligt Stuart Sim varit mycket inflytelserik för den senare utvecklingen av postmarxism.
Althusser menar att samhällets bas (ekonomiska struktur) "i sista stund" determinerar överbyggnaden (kulturell, social, juridisk och politisk struktur), men att överbyggnaden samtidigt har en "relativ autonomi". Den motsägelse som uppstår av att basen är determinerande samtidigt som överbyggnaden har "relativ" autonomi, försöker Althusser lösa med konceptet "överdetermination". Konceptet härstammar från freudiansk psykoanalys och syftar till att det finns en mångfald av likvärdiga möjliga orsaker till en händelse. Steven B. Smith menar att överdetermination lättast kan beskrivas som: "om historien är oförutsägbar, så är det inte för att det finns för få källor av determination, utan för många".